# Юхимук, Илья Юрьевич
Илья Юрьевич Юхимук  (бел. Ілля Юр'евіч Юхімук; род. 18 февраля 1997, Брест) — Беларусь) — белорусский фигурист, выступающий в танцах на льду. Вместе со своей партнершей по фигурному катанию Викторией Семенюк, стали первым танцевальным дуэтом в Республике Беларусь, который был удостоен звания Мастеров спорта Международного класса Республики Беларусь по фигурному катанию на коньках. Он выиграл пять международных медалей среди взрослых и стал 2-кратным чемпионом Беларуси (2021),(2022), участник чемпионата мира (2021) и Европы (2022).  Ранее в своей карьере он выступал за Китай с Фэн Юхань.

## Биография
Илья Юхимук родился в Бресте и там же начала заниматься фигурным катанием. В одиночном катании он был до 10-го класса, а затем переехал в Минск — сначала поступил в училище олимпийского резерва, потом — в БГУФК. После чего в 18 лет поступило предложение уехать в США в танцы на льду для тренировок с известным специалистом Натальей Линичук. Вне льда Илья любит играть в футбол и хоккей.
В общей сложности Илья провел в США четыре года. Потом фигуристу поступило предложение перейти в команду Китая, где он стал в пару с местной фигуристкой Юхань Фень.
После распада пары с Фень, Илья вернулся в Беларусь и предложил стать в пару Виктории Семенюк. В ноябре 2019 года, пара начала подготовку с минским тренером Татьяной Беляевой. В дебютном сезоне они участвовали в Гран-при России и чемпионате мира, стали чемпионами Беларуси, а помимо этого выиграли международный турнир Ice Star. Благодаря чему они получили премию «танцевальной пары года» по версии Белорусского союза конькобежцев.
Сезон 2021/22 ознаменовался для них второй победой на национальном чемпионате, победой в международном турнире Ice Star и участием в чемпионате Европы, где остановились на двадцать втором месте среди двадцати шести пар. Также в том сезоне пара планировала выступить на Nebelhorn Trophy, который являлся отборочным турниром к Олимпиаде. Но незадолго до старта у Юхимука оказался положительный тест на COVID-19, вследствие чего пара снялась с соревнований, потеряв шансы на получение олимпийской путёвки. 
Вначале сезона 2022/2023 Виктории и Илье присвоено звание Мастер спорта Международного класса Республики Беларусь по фигурному катанию на коньках.

## Результаты
Выступления за Республику Беларусь
| Соревнования         | 20/21         | 21/22         |
| Международные        | Международные | Международные |
| -------------------- | ------------- | ------------- |
| Чемпионат мира       | 28            |               |
| Чемпионат Европы     |               | 22            |
| Гран-при России      | 10            |               |
| Warsaw Cup           |               | 12            |
| Мемориал Дениса Тена |               | 4             |
| Ice Star             | 1             | 1             |
| LuMi Dance Trophy    | 2             |               |
| Spring Star          | 1             |               |
| Winter Star          | 3             |               |
| Национальные         |               |               |
| Чемпионат Беларуси   | 1             | 1             |